# Maurica monticola
Maurica monticola är en fjärilsart som beskrevs av Hans Reisser 1934. Maurica monticola ingår i släktet Maurica och familjen björnspinnare. Inga underarter finns listade i Catalogue of Life.